# 美麗新世界
《美麗新世界》（英語：Brave New World），亦名《美妙的新世界》、《勇敢面對新世界》。為英國作家阿道斯·雷歐那德·赫胥黎於1931年創作1932年發表的反烏托邦作品。故事設定在公元2540年（書中的福特632年）的倫敦，描述了與當今社會迥異的“文明社會”的一系列科技，如人類試管培植、睡眠學習、心理操控、建立嬰兒條件反射等。这一社会的格言是“社会，身份，稳定”。
該小說影響甚大，與《一九八四》和《我們》並列為世界三大反烏托邦小說。

## 書名
書名源於莎士比亞的《暴風雨》中，米蘭達的對白：「人類有多麼美！啊！美麗的新世界，有這樣的人在裡頭！（How beauteous mankind is! O brave new world, / That has such people in 't.）」這台詞本身即有諷刺意味，因為米蘭達成長在封閉的島嶼上，所知的只有她父親，奴隸和鬼魂，離文明社會相去甚遠。
在小說中，《美麗新世界》諷刺新世界雖然外表似美，但科技並沒有令社會的人民精神進步，反而讓社會文化倒退。作者以豐富的文辭和形容詞，裝飾文章不同的情境藉以突顯小說所描寫的美麗世界。在書中開頭的第一段，全都使用大寫字母，此寫作手法獨特，不但押韻、也給人震撼的感覺。

## 內容

### 故事背景
故事設定的時間是公元26世紀左右，那時人類已把汽車大王亨利·福特尊为神明，並以之為紀年單位，它的元年是從福特第一輛T型車上市那一年開始算起。
在這個想像的未來新世界中，人類已經人性泯滅，成為在嚴密科學控制下，身分被注定、一生為奴隸的生物。
故事裡，近乎全部人都住在城市。這些城市人在出生之前，就已被劃分為「阿爾法（α）」、「貝塔（β）」、「伽瑪（γ）」、「德爾塔（δ）」、「愛普西隆（ε）」五種「種姓」，其下加正負細分階級。阿爾法和貝塔最高级，在「繁育中心」孵化成熟為胚胎之前就被妥善保管，以便將來培養成為領導和控制各個階層的大人物；伽瑪是普通階層，相當於平民；德爾塔和愛普西隆最低賤，只能做體力勞動工作，而且智力低下，尤其是許多愛普西隆只能說單音節詞彙。此外，那些非阿爾法或貝塔的受精卵在發育成为胚胎之前就會被一種叫「波坎諾夫斯基程序」的方法進行盡可能大規模的複製，並且經過一系列残酷“競爭”才能存活，可謂“出胎即殺”。例如書中以電擊懲罰接觸花朵的德爾塔、愛普西隆的嬰兒，以暴力洗腦的方式教育。書中的第五種姓以人工的方式導致腦部缺氧，藉以把人變成痴呆，好使這批人終身只能以勞力工作。
管理人員用試管培植、條件制約（Conditioning）、催眠、睡眠療法、古典制約等科學方法，嚴格控制各階層人類的喜好，讓他們用最快樂的心情，去執行自己一生已被命定的消費模式、社會階層和崗位。真正的統治者則高高在上，一邊嘲笑、一邊安穩地控制著制度內的人。
嬰兒完全由試管培養、由實驗室中傾倒出來，完全不需要書、語言，不須負責任的性愛成為人們麻痺自己的正當娛樂，有情緒問題用「索麻」（soma，一種無副作用的致幻劑）麻痺，所謂的「家庭」、「愛情」、「父母」等人類關係皆成為歷史名詞，社會的格言是「社会，身份，稳定」。

### 劇情簡介
在介紹「嬰兒制約和生育」的那間英格蘭育種中心內，職員柏納德雖然是阿爾法，卻因育種中心的失誤而使身高不如同等級成員，內心有孤單的感覺，且部份包括反對當時社會的思想。有一天他帶另一位職員蘭妮娜申請去今美國新墨西哥州「野蠻人保留區」的馬爾白斯（Malpais）部落，遇到了曾和育種中心主任湯瑪斯前往該部落但因故未歸居此的琳達，以及他倆的兒子約翰。而野蠻人約翰因為母親琳達和部落的文化衝突等原因，受到其他印地安人排擠，且聽聞其母所講保護區外的故事，對「文明外界」嚮往。而柏納德也用計和他合作，將琳達母子送到保留區外，到達那時代最大政權“世界國”重要城市倫敦，主任湯瑪斯欲將他流放冰島未果，反而辭職下台。
野蠻人約翰到倫敦後，當地人非常驚訝，因為野蠻人有太多使他們不解的地方，而野蠻人對社會多處也相當難以理解。在母親死後，約翰為了人生自由、解放城市人而努力，因而產生衝突，後來和柏納德、其文學家好友赫爾默斯被押到世界控制者穆斯塔法·蒙德前，四人也針對社會文化進行討論。事後，柏納德和赫爾默斯被流放到外島，而約翰也不願被實驗，離開倫敦到一處廢燈塔隱居，過著苦行的生活。但城市人仍蜂擁而來白眼取笑，最後約翰絕望自盡。

### 社會控制
《美麗新世界》中所描繪維持個人與社會間的協調的方式，簡單而言即是於社會「消除」個人想法。只要能徹底做到，也就無所謂協調，因為兩者已然合二為一。
最高目標是社會稳定，而為了達成此目的必須有完整的社會制度。最基礎為人口控制，使自然資源相對充裕不會匱乏。再來是「先定」，即在「出生」前便以各種人為方式控制其生理發展，乃至於影響其日後之心理發展。並搭配嚴格的階級制度，使不同階級的人在生理層面不僅在外表（如身高、膚色等等）、工作環境適應（如愛普西隆特別適應高溫、粗活多的工作環境），乃至於智力皆有顯著不同。
出生後所有階級都需接受為社會制度和階級量身打造的制約，不同階級有相同的也有相異的制約。相同的制約如對家庭制度的鄙視、對索麻的重視和依賴、對各種情感（愛情、友情、親情、對死亡的恐懼等等）和思想的排斥、對消費的重視、對於社會價值的追求（社会、身份、稳定）等等；另外一方面各個階級還會接受各自的制約，這種制約主要是讓個人完全認同自己的階級。
美麗新世界為了稳定決定消除個體性，而個體性的彰顯的基礎在於個人的獨特性，具體來說就是情緒、情感和思考。為了消除情感和情緒，除了先透過人工繁殖大量製造複製人以瓦解家庭，及其連帶的親情，並以強迫雜交抑制任何兩人之間的情感。然後再強制所有人不得獨處，不是在工作就得娛樂，而且必須是團體娛樂，一方面以讓所有人保持愉快，另一方面也讓人沒有時間思考。最後，這個世界也沒有任何藝術、科學、歷史，讓人不太能輕易的觸發思考。
人們被制約成一旦有情緒，不管是疲勞、無聊等等，就立刻服用索麻，一種除了上癮沒有其他副作用的迷幻藥，或者說索麻上癮在美麗新世界也不算副作用，因為有益於社會。「文明社會」裡也沒有宗教，除了每週一次的團體禮拜似乎是用來鞏固對於福特，或說以福特為崇拜對象、圖騰的社會的崇拜。至此，一個還算穩定的社會就成形了，一個沒有任何負面情緒、思想，只有純粹享樂的社會。
另外，對於偏差者的最嚴厲社會控制方式便是驅逐到外島。
這個社會以建立身份為基礎，型塑社会，最後達到社會稳定。非常像人類早期的原始部落，沒有個人，或說個人就是部落，部落就是個人。

## 人物
約翰（John）
文明社會的琳達進入保留區內，因避孕未果生下的孩子，父親是育種中心主任。在馬爾白斯部落中受到同儕排擠，但能書寫，《莎士比亚全集》（Complete Works of Shakespeare）影響其思想深遠，言語中經常引用莎士比亞作品中的句子。篤信基督教和印第安信仰的混合宗教。在文明社会中同样遭到排挤，最终在隐居地苦行生活不果，對淨化自己的罪失敗而自杀。
柏納德·馬克斯（Bernard Marx）
正阿爾法階級，但因育種失誤而使其身高矮同類一截，育種中心職員。有反社會的念頭。帶著蘭妮娜到「新墨西哥保留區」旅行，並在該處邂逅琳達與約翰，將兩人帶回文明世界。在结尾与赫尔默斯一同被流放。
赫爾默斯·华生（Helmholtz Watson）
正阿爾法階級，情感工程學院（the College of Emotional Engineering）的教師，精於寫作，柏納德的好友。因公然违反了社会秩序被流放到福克兰群岛。
琳達（Linda）
育種中心主任的前女友，约翰的亲生母亲，負贝塔阶级，金发。回到“新世界”后因摄入过量“索麻”而死。
蘭妮娜·克朗（Lenina Crowne）
中央倫敦孵育暨制約中心的護士。美麗非凡，受眾人喜愛，是柏納德想追求的對象，約翰也對她一見鍾情。蘭妮娜同樣對約翰抱有好感，想與對方發生更進一步的關係，卻反而讓約翰覺得蘭妮娜的淫慾邪蕩，不停斥之為「娼婦」。
穆斯塔法‧蒙德（Mustapha Mond）
西歐的世界控制者。西歐常駐元首，世界十位元首之一。

## 影響
《美麗新世界》在之後引起很大的討論，因為大眾普遍認為它有預言之意味，甚至有人認為未來將和內容不謀而合。它大量引用當代的科學技術，構成一個充滿社會性、警惕性的科幻世界，對二十世紀的科幻小說起了深遠影響。

## 續集及改編作品

### 續集
赫胥黎曾為《美麗新世界》寫下非小说續集《重返美麗新世界》，出版於1958年。

### 電影
- 《美麗新世界（英语：Brave New World (1980 film)）》（1980年），電視電影，由伯特·布林克卡荷夫執導
- 《美麗新世界（英语：Brave New World (1998 film)）》（1998年），電視電影，由萊絲莉·里柏曼（英语：Leslie Libman）和拉里·威廉姆斯執導

### 電視劇
2015年5月，《荷里活報道》称史提芬·史匹堡的安培林娛樂公司將小说改編為電視劇，由萊斯利·波姆編劇。该剧将于2020年于美国孔雀视频和英国天空卫视播出。

### 翻譯出版列表
《美麗新世界》多年來被不同華文出版社翻譯出版。
| 出版社         | 出版年份 | 出版地    | ISBN          |
| -------------- | -------- | --------- | ------------- |
| 志文           | 2001年   | 台灣      | 9789575450205 |
| 好讀           | 2014年   | 台灣      | 9789861783192 |
| 中信出版社     | 2016年   | 中國大陸  | 9787508654492 |
| 上海譯文出版社 | 2017年   | 中國大陸  | 9787532774685 |
| 湖南文藝出版社 | 2019年   | 中國 大陸 | 9787540490829 |
| 九州出版社     | 2019年   | 中國大陸  | 9787510880803 |
| 漫遊者文化     | 2019年   | 台灣      | 9789864893485 |
| 天地圖書       | 2019年   | 香港      | 9789888258642 |
| 时代文艺出版社 | 2020年   | 中国大陆  | 9787538764642 |
| 逗點文創結社   | 2021年   | 台灣      | 9789869817080 |
| CUP 出版       | 2021年   | 香港      | 9789887969969 |

## 外部連結
- 列在網路推理小說資料庫中的《Brave New World》
- Brave New World  - 古滕堡分布式校对（加拿大）
- Brave New World Revisited  - 古滕堡分布式校对（加拿大）
- 1957 interview with Huxley as he reflects on his life work and the meaning of Brave New World
- Aldous Huxley: Bioethics and Reproductive Issues （页面存档备份，存于）
- Aldous Huxley's Brave New World: BBC Radio 4 In Our Time discussion （页面存档备份，存于）
- Literapedia page for Brave New World
- Brave New World? A Defence Of Paradise-Engineering （页面存档备份，存于）, a critical analysis by David Pearce (also available as a video recording （页面存档备份，存于）)